# Amphorateuthis alveatus
Amphorateuthis alveatus е вид главоного от семейство Sepiolidae.

## Разпространение и местообитание
Видът е разпространен в Танзания.
Обитава крайбрежията и пясъчните дъна на океани. Среща се на дълбочина около 100 m.